# Jordyn Jones
Jordyn Jones (Kalamazoo, Estados Unidos) (13 de marzo de 2000) es una cantante, bailarina y productora de videos web estadounidense. Ha aparecido en escenarios importantes como los MTV Video Music Awards, los Kids Choice Awards y The X Factor. Cuenta con el apoyo de Creative Artists Agency y Reload Management.

## Carrera
Jordyn realizó sus primeras experiencias escénicas en el grupo The 5 LP's. Ya en 2012 se la vio en la serie de televisión estadounidense Abby's Ultimate Dance Competition . Allí se retiró en el octavo de diez episodios. Más tarde apareció en varios programas de televisión como Dancing with the Stars, Shake It Up de Disney Channel, X Factor, Kid's Choice Awards y MTV Video Music Awards. En abril de 2014, subió su video más exitoso hasta la fecha a su canal de YouTube. La versión de la canción Banji de Sharaya J ahora tiene más de 30 millones de clics. A principios del 2016, formó parte del YouTube Red Original Movie  Dance Camp . Jordyn aparece una y otra vez como cantante, rapera y bailarina en espectáculos.

## Vida
Jordyn Jones vive en el distrito de Studio City de Los Ángeles Ihr Vater Tim Jones starb 2019 con su madre, Kelly Jones, y sus dos hermanos, Skyler y Casey. Su padre, Tim Jones, murió en 2019.

## Publicaciones
Esto es todo acerca de los videos musicales en YouTube.

### Canciones propias
- 2015: Soy Dappin
- 2015: Ya lo sabes (hazaña. Josh Levi)
- 2016: Fiyacracka
- 2016: ¡BRUH!
- 2017: zumbador
- 2017: Todo lo que necesito
- 2017: la mejor Navidad de la historia
- 2018: No puedo decir que no
- 2018: Mamá pequeña mala
- 2019: piensa en ti
- 2019: córtalos
- 2019: tapar
- 2019: más

### Cover
- 2014: Banji (Original: Sharaya J)
- 2014: Fantasía (Original: Iggy Azalea )
- 2014: Brillo de labios (Original: Lil Mama )
- 2014: Winter Wonderland (hazaña. Siempre en tu mente)
- 2015 Los labios se mueven _
- 2015: Así es como lo hacemos (Original: Katy Perry )
- 2016: Siéntate quieta, luce bonita (Original: Daya )
- 2016: Deja que nieve
- 2018: El medio (Original: Zedd )

### Participación con otros Youtubers
- 2014: Love More - Chris Brown hazaña. Nicki Minaj (parodia de "Dance More" - Carson Lueders con Jordyn Jones)
- 2014: Shake It Off - Taylor Swift (Portada - MattyBRaps con Skylar Stecker y Jordyn Jones)
- 2014: Take Over - Carson Lueders (video musical oficial - con Jordyn Jones)
- 2015: Thinking Out Loud - Ed Sheeran (Portada - Cheskino; Bailando: Jordyn Jones)
- 2015: Sweet Little Something - Forever In Your Mind (video musical oficial - con Jordyn Jones)
- 2015: ¡ 100 ROBOTS DANZANTES COBRAN VIDA! (Video musical de baile – ScottDW con Jordyn Jones)
- 2016: Closer - New District (video musical oficial - con Jordyn Jones)
- 2019: Gotaga - Gotaga x Jordyn Jones en Fortnite